# Liste des souverains du Ouaddaï
Territoire localisé dans l'État actuel du Tchad.
| Dates                         | Titulaire                                                                     | Notes                                                                         |
| ----------------------------- | ----------------------------------------------------------------------------- | ----------------------------------------------------------------------------- |
| 1635                          | L'État du Ouaddaï prend la place de celui du Birgu avec une nouvelle dynastie | L'État du Ouaddaï prend la place de celui du Birgu avec une nouvelle dynastie |
| Kolak (ou Sultan)             |                                                                               |                                                                               |
| Dynastie al-‘Abbasi           |                                                                               |                                                                               |
| de 1795 à 1803                | Muhammad Salih Derret ibn Jawda, Kolak                                        |                                                                               |
| de 1803 à 1813                | Al-‘Abd al-Karim Sabun ibn Salih Derret (en), Kolak                           |                                                                               |
| de 1813 à 1813                | Muhammad Busata ibn ‘Abd al-Karim, Kolak                                      |                                                                               |
| de 1813 à 1829                | Yusuf Kharifayn ibn ‘Abd al-Qadir, Kolak                                      |                                                                               |
| de 1829 à 1829                | Raqib ibn Yusuf ‘Abd al-Qadir, Kolak                                          |                                                                               |
| de 1829 à 1835                | Muhammad ‘Abd al-‘Aziz Dhawiyi ibn Radama                                     |                                                                               |
| de 1835 à 1835                | Adham ibn Muhammad ‘Abd al-‘Aziz, Kolak                                       |                                                                               |
| de 1835 à 1858                | ‘Izz ad-Din Muhammad al-Sharif ibn Salih Derret, Kolak                        |                                                                               |
| de 1858 à 1874                | ‘Ali ibn Muhammad, Kolak                                                      |                                                                               |
| de 1874 à 1898                | Yusuf ibn ‘Ali, Kolak                                                         |                                                                               |
| de 1898 à 1900                | Ibrahim ibn ‘Ali, Kolak                                                       |                                                                               |
| de 1900 à décembre 1901       | Ahmad Abu al-Ghazali ibn ‘Ali, Kolak                                          |                                                                               |
| de 1902 à 1909                | Muhammad Da’ud Murra ibn Yusuf, Kolak                                         |                                                                               |
| du 3 juin 1909 à 1912         | ‘Asil, Kolak                                                                  |                                                                               |
| Suzeraineté française         |                                                                               |                                                                               |
| 1912                          | État supprimé par la France                                                   | État supprimé par la France                                                   |
| 1935                          | État reconstitué                                                              | État reconstitué                                                              |
| de 1935 à 1945                | Muhammad Urada ibn Ibrahim, Kolak                                             |                                                                               |
| de 1945 à 1960                | ‘Ali Silek ibn Muhammad Da’ud Murra, Kolak                                    | 1st Term                                                                      |
| 1960                          | État supprimé par le gouvernement du Tchad                                    | État supprimé par le gouvernement du Tchad                                    |
| 1970                          | État reconstitué par le gouvernement du Tchad                                 | État reconstitué par le gouvernement du Tchad                                 |
| de 1970 à 1977                | ‘Ali Silek ibn Muhammad Da’ud Murra, Kolak                                    | 2nd Term                                                                      |
| de 1977 à novembre 2004       | Ibrahim ibn Muhammad Urada, Kolak                                             |                                                                               |
| d'avril à 2005 à mai 2019     | (mahamat ibrahim mahamat ourada II ) , Kolak                                  |                                                                               |
| de juillet 2019 à aujourd'hui | Cherif Abdelhadi Mahadi, Kolak                                                |                                                                               |